# Người đại diện văn chương
Người đại diện văn chương (đôi khi còn gọi là người đại diện xuất bản hay người đại diện nhà văn) là một người đại diện cho các nhà văn, tác giả và các tác phẩm của họ tới tay nhà xuất bản, nhà sản xuất sân khấu kịch, nhà sản xuất phim điện ảnh và truyền hình cũng như các hãng phim điện ảnh và truyền hình, ngoài ra còn hỗ trợ trong việc bán và thỏa thuận hợp đồng. Người đại điện văn chương đa phần thường đại diện cho các tiểu thuyết gia, nhà biên kịch và người viết chuyện người thật việc thật. Họ được trả tiền hoa lợi dựa trên doanh thu, theo một tỷ lệ phần trăm quy định (thường là 20% đối với doanh thu bên ngoài và từ 10-15% đối với doanh thu nội bộ) mà họ đàm phán, thương lượng nhân danh khách hàng của họ.
Tính chuyên nghiệp được thể hiện trong công việc mà họ phải thực hiện. Đó là nội dung của một thương thảo tác quyền phải rất chi li từ việc nếu tác phẩm xuất bản ở nước ngoài thì ra sao, tái bản hay in lại ở các tờ báo, tạp chí thì thế nào... Thời gian hoàn thành có khi nhiều tháng mới xong. Chuyên nghiệp cũng thể hiện ở hiệu quả và lợi ích mà người đại diện văn chương có thể mang lại cho tác giả cũng như đối tác xuất bản.

## Người đại diện văn chương tiêu biểu

### Hà Lan
- Jacob van Lennep (trước năm 1880)

Những người đại diện văn chương đầu tiên xuất hiện vào khoảng năm 1880 (trong ngành xuất bản):

### Canada
- Gerald Drayson Adams

### Hoa Kỳ
- Andrew Wylie
- Georges Borchardt (gốc Đức)
- George T. Bye
- Richard Curtis (hoạt động từ khoảng năm 1980 - nay)
- Barthold Fles (người Hà Lan gốc Do Thái)
- Kurt Hellmer (gốc Đức)
- Mark Gottlieb
- Morton L. Janklow (gốc Do Thái)
- Otis Adelbert Kline
- Toni Mendez
- Harold Ober
- Larry Shaw
- Toni Strassman
- Virginia Kidd (1921 - 2003)
- Stephen Slesinger (người Nga - Hungary gốc Do Thái)
- H. N. Swanson
- Amanda Urban
- Andrew Wylie
- Công ty Trách nhiệm hữu hạn AR Kaufmann Writers Lưu trữ ngày 2 tháng 1 năm 2019 tại Wayback Machine
- John Brockman

### Vương quốc Anh
- Rod Hall
- Andrew Nurnberg
- Công ty A P Watt
- Công ty Trách nhiệm hữu hạn BookBlast
- Công ty đại diện Văn chương Christopher Little (Giám đốc Christopher Little)

### Nhật Bản
- Shīna Yukari
- Công ty Trách nhiệm hữu hạn Boiled Eggs ボイルドエッグズ (Giám đốc Murakami Tatsurō)
- Công ty Apple Seed アップルシード (Giám đốc Onitsuka Tadashi)
- Công ty Cork コルク (Giám đốc Sadoshima Yōhei 佐渡島庸平)
- Tập đoàn Straight Edge ストレートエッジ (Giám đốc Miki Kazuma)
- Công ty Japan Uni 日本ユニ (Giám đốc Uchida Sho và Yano Kōzaburō)
- Công ty Tuttle Mori タトル・モリ

### Tây Ban Nha
- Carmen Balcells
- Guillermo Schavelzon

### México
- Esperanza López Mateos

### Pháp
- François-Marie Samuelson

### Italia
- Công ty Văn học Quốc tế - Agenzia letteraria internazionale (Giám đốc Augusto Foà)
- Erich Linder (người Ba Lan - România gốc Do Thái Ashkenazi)

### Nga
- Irina Stoyanovna Goryunova
- Công ty đại diện Văn chương Gumen và Smirnova - Гумен и Смирнова (do Yuliya Gumen - Юлия Гумен và Natal'ya Smirnova - Наталья Смирнова đồng sáng lập)

## Tại Việt Nam
Khái niệm cũng như những người đảm nhiệm vai trò đại diện văn chương đã xuất hiện ở nhiều nước trên thế giới nhưng chưa có mặt tại Việt Nam. Thực tế ở Mỹ, nhiều người có thể giàu to nhờ làm đại diện văn chương cho các tác giả ở những khu vực tiềm năng, nhưng chủ yếu là đại diện cho tác giả văn xuôi, mà ít đứng ra nhận trọng trách đại diện văn chương cho nhà thơ. Âu cũng là một thực tế chung của tình trạng phát hành thi ca hôm nay trên khắp thế giới.